# Denkmalgeschützte Objekte im Bezirk Leibnitz
Im Bezirk Leibnitz bestehen 416 denkmalgeschützte Objekte. Die unten angeführte Liste führt zu den Gemeindelisten und gibt die Anzahl der Objekte an.
| Gemeindeliste                   | Objektanzahl |
| ------------------------------- | ------------ |
| Allerheiligen bei Wildon        | 9            |
| Arnfels                         | 6            |
| Ehrenhausen an der Weinstraße   | 23           |
| Empersdorf                      | 1            |
| Gabersdorf                      | 7            |
| Gamlitz                         | 8            |
| Gleinstätten                    | 16           |
| Gralla                          | 5            |
| Großklein                       | 11           |
| Heiligenkreuz am Waasen         | 12           |
| Heimschuh                       | 3            |
| Hengsberg                       | 12           |
| Kitzeck im Sausal               | 9            |
| Lang                            | 10           |
| Lebring-Sankt Margarethen       | 13           |
| Leibnitz                        | 63           |
| Leutschach an der Weinstraße    | 12           |
| Oberhaag                        | 2            |
| Ragnitz                         | 5            |
| Sankt Andrä-Höch                | 8            |
| Sankt Georgen an der Stiefing   | 13           |
| Sankt Johann im Saggautal       | 8            |
| Sankt Nikolai im Sausal         | 15           |
| Sankt Veit in der Südsteiermark | 27           |
| Schwarzautal                    | 12           |
| Straß in Steiermark             | 32           |
| Tillmitsch                      | 4            |
| Wagna                           | 29           |
| Wildon                          | 34           |